# Distrito de La Unión (Dos de Mayo)
El distrito de La Unión es uno de los nueve que conforman la provincia de Dos de Mayo, ubicado en el departamento de Huánuco en la Zona Norte del Perú.
Desde el punto de vista jerárquico de la Iglesia católica forma parte de la Diócesis de Huánuco, sufragánea de la Arquidiócesis de Huancayo.

## Historia
Al crearse la provincia de Dos de Mayo en el año de 1870, el “Pueblo de Aguamiro” fue elegido como capital. Años más tarde, con Ley del 5 de febrero de 1875, se determinó que los pueblos de Aguamiro y Ripán, separadas únicamente por el río Ishpac, constituyan uno sólo con el nombre de “Villa de La Unión”. No mal

## Geografía

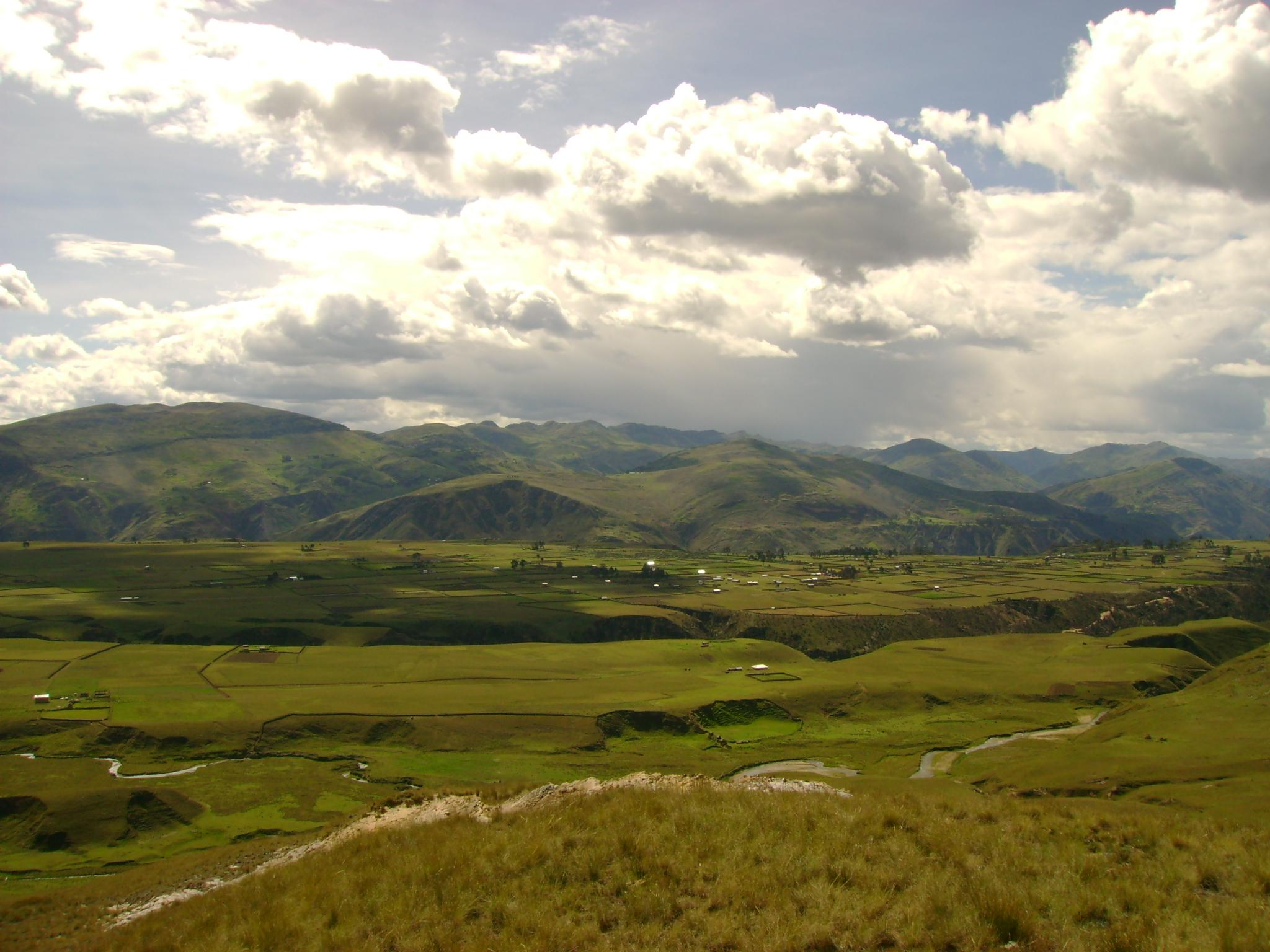
Distritos de Rípan y La Unión separados por la hendidura que es el valle del Río Vizcarra, en primer plano la meseta de Huánuco Pampa desde el cerro Chayhua.

Se encuentra ubicado en la margen este del río Vizcarra que lo limita con el distrito de Ripán, que se ubica en su margen oeste, al lado sur en la provincia de Dos de Mayo, con una extensión de 187,28 km² y a una altitud de 3226 m s. n. m.
El río más importante es el Vizcarra y su nombre fue dado por el Concejo Municipal de Aguamiro, el 1 de diciembre de 1870, al río Ishpac, Ishpag, Huallanca o, antigua Chuquibamba, en homenaje al Prefecto de Huánuco, Coronel Pedro C. Vizcarra, bajo cuyo mando se inauguró la provincia de Dos de Mayo, un 30 de noviembre de 1870.

## Etimología
Aguamiro es palabra compuesta que viene de ahuac: tejido, tejedor, y mirac: aumentar o el que aumenta. Su traducción vendría a ser: telar o fábrica de tejidos. En el régimen Inca, en el pueblo las telas eran trabajadas por los mitimaes. Bajo la Colonia fue obraje y tambo, hasta el siglo XVIII. “Tambo de Aguamiro”, le nombra Calancha en su “Crónica Moralizada” aparecida en 1630. Cosme Bueno, en sus tantas veces citada Descripción del Arzobispado de Lima, lo menciona como caserío anexo al Curato de Pachas en 1766.
Una versión popular sobre la etimología del nombre, recogida por Raimondi, dice que la palabra “aguamiro” proviene de ‘agua’ y ‘miro’. Un español, de los primeros que pasaron por el lugar en los años de la Conquista, al contemplar la quebrada desde el borde de la planicie de Huánuco Pampa y al ser interrogado que veía, contestó: “Agua miro”.

## Límites
- Por el Norte: Con los distritos de Ripán y Sillapata.
- Por el Sur: Con el distrito de Rondos, provincia de Lauricocha.
- Por el Este: Con los distritos de Sillapata, y Obas, de la provincia de Yarowilca.
- Por el Oeste: Con el distrito de Huallanca, provincia de Bolognesi, departamento de Ancash.

## Autoridades

### Municipales
- 2023 - 2026[2]
  - Alcalde: Ing. Ramiro Pujay Hipolo.
  - Regidores:

María Noemí Loarte Piñan (Movimiento Integración Descentralista)
Pedro Máximo Mayo Martín (Movimiento Integración Descentralista)
Wilver Pablo Domínguez (Movimiento Integración Descentralista)
Paulina Marilu Evangelista Naupay (Movimiento Integración Descentralista)
Abram Félix Ramos (Movimiento Integración Descentralista)
Carlos Samuel Almonacid Minaya (Movimiento Integración Descentralista)
Víctor Raúl Quiroz Cueva (Avanzada Regional Independiente Unidos por Huanuco)
Carlos Adrián Núñez Anaya (Partido Democrático Somos Perú)
Alfonzo Calderón Rojas (Movimiento Independiente Regional Luchemos por Huánuco)

### Policiales
- Comisario:  PNP. CAP. PNP Alfredo Panta GAMONAL

### Religiosas
- Diócesis de Huánuco[3]
  - Obispo: Mons. Jaime Rodríguez Salazar, MCCJ.

## Vías de comunicación
Existen carreteras asfaltadas hasta la ciudad de Lima, a 396 kilómetros, pasando el distrito de Huallanca, en el departamento de Ancash, uniéndose a la Panamericana Norte. Una carretera afirmada a la ciudad de Huánuco, a 137 kilómetros, pasando la provincia de Yarowilca, y carreteras afirmadas que unen con las provincias de Huamalíes y Lauricocha, y con los distritos de la provincia de Dos de Mayo.
Su capital distrital La Unión, por su ubicación, se convierte en una ciudad céntrica de las vías terrestres que unen las diferentes provincias limítrofes.

## Costumbres
Los carnavales se inician el 20 de enero jugándose con agua, serpentina y talco. Toda la población es parte de estos juegos que se prolongan con la fiesta del jueves de los Compadres, donde en la víspera, las mujeres colocan en las partes altas, muñecos burlescos que representan a los jóvenes de la ciudad; la respuesta se produce el jueves siguiente, con la fiesta de las Comadres, cuando los jóvenes salen a las calles a medianoche, cargando un féretro que representa a las damas de la ciudad y cantando en cada esquina un responso dedicado a las mujeres domaínas. La noche se completa con las muñecas, que son colgadas en las partes altas de las calles de la ciudad, con nombre y el motivo de su fallecimiento. Al día siguiente, viernes, sale el Bando con sus respectivos disfraces, denunciando en tono jocoso los hechos producidos durante el año. El sábado, hace su presencia el Correo, los jóvenes y las señoritas disfrazados leen cartas en cada esquina, recorriendo toda la ciudad. Al día siguiente, es el día central y en una comparsa hace su entrada triunfal don Calixto y la Pimienta en la fiesta de la Calixtura. Unos acompañan montados en hermosos caballos y otros, subiéndose en los carros alegóricos, al son de la muliza compuesta y seleccionada para ese año: todos disfrazados.
La Semana Santa es de fervor religioso en toda la provincia. Se inicia con el Domingo de Ramos, con misas y vigilias toda la semana, las procesiones del Santo Sepulcro, la Virgen Dolorosa y el Domingo de Resurrección. Los mayordomos preparan en esos días, la mazamorra de papa y el dulce de queso conocido como el mishqui rachín, para repartirlo a toda la población.
En el barrio de Racri celebran su fiesta patronal el 10 de mayo, cumpliéndose diversas actividades y destacando la presencia de los danzantes de los Negritos de Huánuco.
El 24 de junio es la fiesta de San Juan, celebración patronal en los pueblos de Quillaycancha, Shiqui, Colpa; el Apo Inca y sus vasallos es la danza que engalana estas festividades.
En el mes de julio, la provincia de Dos de Mayo se viste de gala para celebrar La Semana Turística, reconocida con Ley N° 27478; del 26 de julio al 1 de agosto. Es esta fiesta la más grande de toda la provincia, desarrollándose variadas actividades, como la “Fiesta del Sol” el 27 de julio, en las pampas de Huánuco Marka, y la gran corrida de toros en la Plaza de Acho “Teodomiro Alvarado”, los días 29, 30 y 31 de julio y el 1 de agosto, con participación de toreros profesionales, cómicos y aficionados.
En el mes de octubre se celebran las fiestas en honor al Señor de los Milagros, con visitas a las casas durante todo el mes y procesiones el 18 y 28 de octubre, realizándose los concursos de alfombra.
El 5 de noviembre es el aniversario de la Provincia, cumpliéndose actividades como las competencias deportivas, los concursos de danzas magisteriales, la verbena en la víspera, los desfiles de los centros educativos en el día central, las tardes taurinas.

## Platos típicos
- Picante de cuy.
- Pachamanca.
- Trucha frita.
- Pelado de cebada.
- Chocho.
- Picante de queso y de carne.
- Locro de gallina.
- Sancochado.
- Charqui con mote.
- Chicharrón de mote.
- Caldo de Gallina
- Humitas
- Tamales
- Caldo de cabeza de carnero

Entre los postres están:
- Mazamorra de tokosh (papa fermentada) y de calabaza.
- Dulce de almidón de papa.
- Misky Rachin (Dulce de queso).

Bebidas:
- Chicha de jora.
- Café de cebada tostada.
- Shinguirito.
- Mate de coca.

## Atractivos turísticos
Entre sus principales atractivos están:
- complejo arqueológico de sahuay Yanas.
- Complejo arqueológico de Wanuko Marka.
- Baños termales de Tauripampa.
- Mirador turístico.
- Puente Cáceres.
- Plaza de toros.
- También pasan por ahí los Caminos del Inca, en la ruta Tumbes-Cusco.

## Galería
- Wikimedia Commons alberga una categoría multimedia sobre Distrito de La Unión (Dos de Mayo).